# Malatesta I Baglioni
Malatesta I Baglioni (Perugia, 1390 – Spello, gennaio 1437) è stato un condottiero italiano, signore di Bettona, Cannara e Spello.

## Biografia
Primogenito di Pandolfo I Baglioni, discendente da Oddo Ludovico e Baglione, progenitori della casata, ebbe dalla moglie Giacoma Fortebraccio, sorella di Braccio da Montone, cinque maschi, tra cui Braccio I e Carlo I, detto "il Barciglia". Suo fratello minore Nello fu l'avo di Atalanta, madre di Grifonetto.
Malatesta aveva solo tre anni quando suo padre Pandolfo, con quattro cugini, fu assassinato nel 1393 ad opera di alcuni esiliati, tra cui emergeva Biordo Michelotti: Papa Bonifacio IX, che soggiornava a Perugia, inorridito da tanta ferocia, abbandonò la città rifugiandosi ad Assisi. Biordo prese il potere, cacciò i nobili di parte avversa, confiscò i loro patrimoni e ordinò la demolizione del palazzo di Pandolfo. I Baglioni dovettero attendere ventitré anni prima di poter ritornare a Perugia per ristabilire un'effettiva signoria che durò due secoli.
Nell'attesa i Baglioni non restarono inattivi ma si posero al servizio degli Stati vicini dimostrando coraggio e capacità. Intanto nel 1398 moriva Biordo Michelotti, assassinato in una congiura ordita dai Guidalotti, lasciando la città nel caos.
Nel luglio del 1416 Braccio e Malatesta assediarono Perugia, riuscendo a scacciare dalla città il signore di Rimini Carlo Malatesta e i due fratelli del Michelotti. Braccio intorno al 1418 fece sposare a Malatesta la sorella Giacoma: il Baglioni lo accompagnò nelle sue vittoriose imprese al servizio del Re del Regno di Napoli Ladislao d'Angiò-Durazzo. Il conte di Montone, però, rivoltò le armi contro il sovrano napoletano per sostenere l'antipapa Giovanni XXIII nella conquista di Bologna.
Il 2 giugno 1424 morì in battaglia Braccio da Montone, dopo aver fatto vivere ai perugini un periodo economicamente prospero, ricco di cultura e di arte, i cui benefici si percepirono anche dopo la sua dipartita, come nel caso della costruzione dell'oratorio di San Bernardino (1454), decorato da Agostino di Duccio. In seguito a tale luttuoso evento, al comando di Niccolò Piccinino e di Malatesta, Perugia e il territorio di Assisi ritornarono sotto il dominio dei Baglioni.
Il Baglioni ora sognava la costituzione di un vero e vasto Stato che avrebbe voluto esteso da Bologna fino a Napoli ed Ancona: il suo ambizioso progetto, tuttavia, non coincideva con i progetti del Papa, che gli concesse soltanto il vicariato apostolico su Bettona, Cannara e Spello.
Le lotte intestine e le fazioni si riaccesero a Perugia, nonostante le prediche di Bernardino da Siena. I Baglioni, comunque, ebbero l'astuzia e la fortuna di non farsi coinvolgere nei disordini seguiti alla fine della signoria braccesca. Malatesta poté salvare beni e castelli e pacificare dignitosamente la città. Malatesta, nondimeno, non poté diventare signore di Perugia (lo sarà suo figlio Braccio I) perché morì improvvisamente nella rocca di Spello. I perugini lo salutarono come padre della patria per aver gettato le basi del dominio della sua famiglia che durerà nella città, con i discendenti, fino al 1540, con Rodolfo II, e, nella contea, con Malatesta V, deceduto nel 1648.
Malatesta I fu tumulato nella cripta della cappella Baglioni nella chiesa di San Francesco al Prato di Perugia (in cui vi erano anche le tombe di Braccio da Montone e di Biordo Michelotti), dove saranno sepolti altri membri della casata.
Di Malatesta si ricorda, altresì, il seguente singolare episodio: nel 1431 fece impiccare il proprietario dell'osteria che sorgeva proprio accanto al nuovo ponte sul fiume Chiascio, a Torgiano, perché reo di avere derubato di sei fiorini un viandante che aveva alloggiato nella locanda.
Conseguita non facilmente una posizione di predominio sulla città e sicuro del sostegno di Papa Eugenio IV, Malatesta acquisì l'ambito ruolo del personaggio perugino più autorevole e dotato di sicuro intuito politico, tanto da meritarsi la signoria. Unitasi anche Bastia ai territori da lui controllati, il pontefice lo dispensò dal pagamento dei tributi feudali fino alla terza generazione della sua posterità.
Malatesta venne rappresentato ne l'Adorazione dei Magi, prestigioso dipinto del Perugino, insieme al figlio Braccio I e al nipote Grifone Baglioni, padre di Grifonetto.